# 도러시 데어

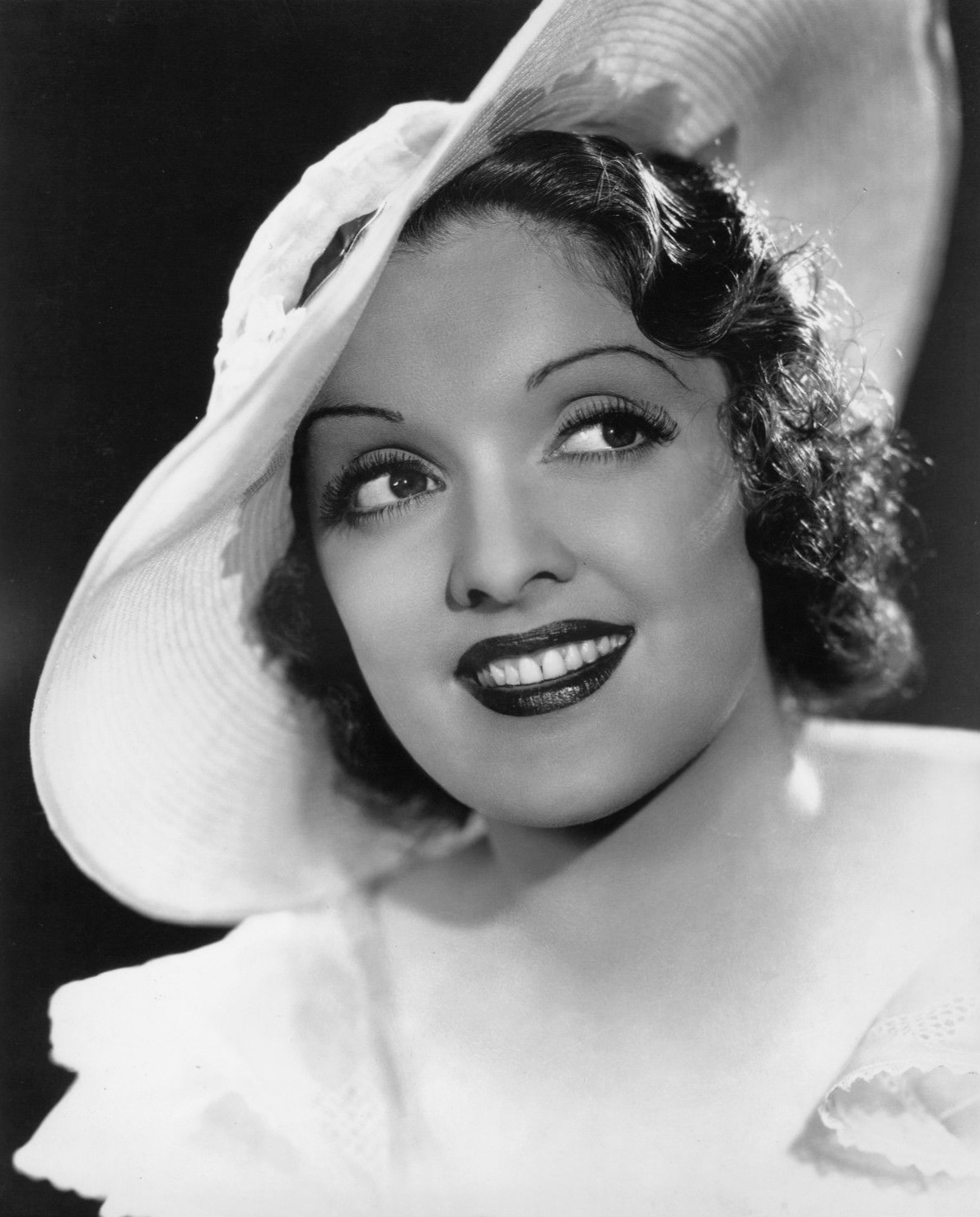

도러시 데어(영어: Dorothy Dare, 1911년 8월 6일 ~ 1981년 10월 4일)는 미국의 배우, 가수이다.
본명은 도러시 허스킨드(Dorothy Herskind). 필라델피아에서 태어났으며 오렌지군에서 사망하였다.

## 영화
- 1935년의 황금광들 (1935년)
- 해피니스 어헤드 (1934년) - 조세핀 '조시' 역
- 스윗 애더라인 (1934년)